# Silvertbach
Der Silvertbach, bis in die 1950er noch Großer Bach, ist der elf Kilometer lange, orografisch rechte Oberlauf des Sickingmühlenbachs in Nordrhein-Westfalen, Deutschland. Er ist der Hauptbach von Oer nebst Alt-Oer, Siepen und Sinsen, also der Westhälfte von Oer-Erkenschwick, sowie von Sinsen-Lenkerbeck und dem heute zu Hüls gerechnete Alt-Lenkerbeck im Westen Marls, ferner von der Bauerschaft Speckhorn im Norden Recklinghausens. Überdies entwässert er etwa die Hälfte des Waldgebiets Haard.
Historisch war der Mittellauf des Bachs die Grenze zwischen der Bauerschaft Sinsen der Gemeinde Oer im Nordosten und der Landgemeinde Recklinghausen mit den Bauerschaften Speckhorn, Korthausen (auch: Leuingen) und Lenkerbeck im Südwesten. Sein Unterlauf war die Grenze zwischen Hüls (Landgemeinde RE) im Süden und der Gemeinde Hamm (Vorgänger von Hamm-Bossendorf, Amt Marl) im Norden.

## Name
Der Name Silvertbach wird vom Hof Silver (auch Silvert und Silfort geschrieben) abgeleitet. Dieser um 1420 urkundlich belegte Hof liegt am Silvertbach im Gebiet des heutigen Stadtteils Hüls (Silvertsiedlung), aber in der damaligen Gemeinde Hamm, der ein kleiner Teil des Mündungsgebiets zwischen Silvert- und Loemühlenbach gehörte, der ansonsten zur Bauerschaft Hüls gehörte. Der Hofname Silvert / Silfort wiederum verweis auf dessen Lage: Silfort = Furt über den Sil (= kleiner Graben oder kleiner Bachlauf). Der Hof ist auch in der Preußischen Uraufnahme von 1842 nebst Papiermühle verzeichnet, wobei die Papiermühle (nicht der Hof) auch auf der topographischen Kreiskarte von 1845 nebst Beschriftung des Bachs dort als „Silvertbach“ verzeichnet war.
Allerdings war der Mittel- und Unterlauf des Bachs bis in die 1950er Jahre auf Messtischblättern mit Großer Bach beschriftet – auf Messtischblatt Marl mindestens bis 1949, auf Messtischblatt Recklinghausen sogar bis 1959. Auf Letzterem wird hingegen der Oberlauf nah dem Kaninchenberg 1959 mit Silberbach beschriftet (1972 dann Silvertbach), während beim Marler Blatt von 1953 der Bach vor dem namentlich gekennzeichneten Sickingmühlenbach nicht beschriftet ist, 1959 dann als Silvertbach.

## Geographie

### Verlauf

#### Oberlauf
Die Silvertbachquelle liegt südlich von Alt-Oer, Oer-Erkenschwick im äußersten Südosten des Naturschutzgebiets Silvertbach (siehe #Schutzgebiete), nur etwa 100 Meter von der nordöstlichen Stadtgrenze Recklinghausens entfernt. Nach etwa 140 Metern beginnt die Stationierung auf Kilometer 13,98 und der Bach fließt in Richtung Norden auf Alt-Oer zu. Nach Passieren des Dorfes fließt er weiter nach Nordnordwesten, wo er östlich den Bosbruchteich flankiert, an dessen Norden ihm auf 70 m von rechts auf Kilometer 12,0 der mit knapp 2 Kilometern Länge nur minimal kürzere Denningsgraben zufließt. Dieser entspringt am Südwesthang des Stimbergs, am Westrand des Schwimmbads, auf etwa 93 m.
Der Silvertbach nimmt, dem Kaninchenberg (93,5 m) im Norden ausweichend, die Westrichtung seines Nebenbaches an und schwenkt allmählich wieder auf Nordwesten um, durch verschiedene Teile der Bauerschaft Siepen, wobei dieser Name in etwa Bachtal bedeutet; auf Kilometer 11,2 fließt ihm ein 2 Kilometer langer, von Mutter Wehner in der Haard kommender Bach von rechts zu. Nach dem nördlichen Flankieren der Halde General Blumenthal 8 (81,6 m) fließt von links auf 58,5 m und Fließkilometer 9,8 der 1,9 Kilometer lange Börster Bach zu und der Süden der Honermann-Siedlung wird passiert.

#### Verlauf in Marl
Mit dem rechtsseitigen Einfließen des 2,3 km langen Ludbrocksbaches auf Kilometer 9,4 wird Marler Gebiet erreicht. Auf Kilometer 8,7 mündet von rechts ein 1,5 Kilometer langer Bach aus Speckhorn, auf Kilometer 8,5 mündet schließlich der vom Haus Haard kommende, knapp 2,5 km lange Gernegraben, der mit etwa 11 km² Einzugsgebiet immerhin ein Viertel des Gesamteinzugsgebietes des Silvertbaches entwässert, der bis zu dessen Mündung erst 16,2 km² entwässert hat.
Bald darauf wird die Halterner Straße unterquert und der Bach tritt, südwestlich des Hauptsiedlungsgebietes Sinsens, in das Naturschutzgebiet Die Burg ein. Von links mündet auf Kilometer 8,15 der 3,5 Kilometer lange Nieringbach, der, von Ost nach West, von der Mollbecke, dem Hauptarm Burggraben aus Beising und dem Grenzgraben gespeist wird. Dieser umfließt im Süden des Naturschutzgebietes insbesondere den karolingischen Ringwall halb im Gegenuhrzeigersinn. Ebenfalls im Naturschutzgebiet mündet auf Kilometer 7,6 von links der knapp 1,5 Kilometer lange Korthäuser Graben, dessen Quelle nah dem Zentrum der alten Bauerschaft Korthausen liegt.
Der im Naturschutzgebiet sehr naturnahe Bach ist im weiteren Verlauf begradigt und mit Sohlschalen ausgelegt; nach dem Unterqueren der Sinsener Bahnhofstraße zwischen der Siedlung Nonnenbusch (linksseitig) und dem Sinsener (bzw. eigentlich Lenkerbecker) Bahnhofsviertel und der A 43 fließt auf Kilometer 5,9 von links der knapp einen Kilometer lange Lenkerbecker Graben aus dem alten Kern von Lenkerbeck zu, der indes heute zum Stadtteil Hüls-Süd gehört. Der Bach mäandert auf dem Gelände der Zeche Auguste Victoria nunmehr zwischen den Halden Brinkfortsheide (Südwesten) und Brinkfortsheide Erweiterung (Nordosten). Bis zum Umbau der Grubenwasserleitungen Ende 2006 leitete das Bergwerk noch Abwässer sowohl in den Silvert- als auch in den Sickingmühlenbach ein.
Zu guter Letzt fließt der Silvert zwischen der nach ihm benannten Silvertsiedlung im Südwesten und der Neuen Waldsiedlung im Nordosten hindurch, quert Bahntrasse und A 52, um schließlich auf Kilometer 3,0 mit dem von links kommenden Loemühlenbach zusammenzufließen und fortan Sickingmühlenbach zu heißen.

### Zuflüsse

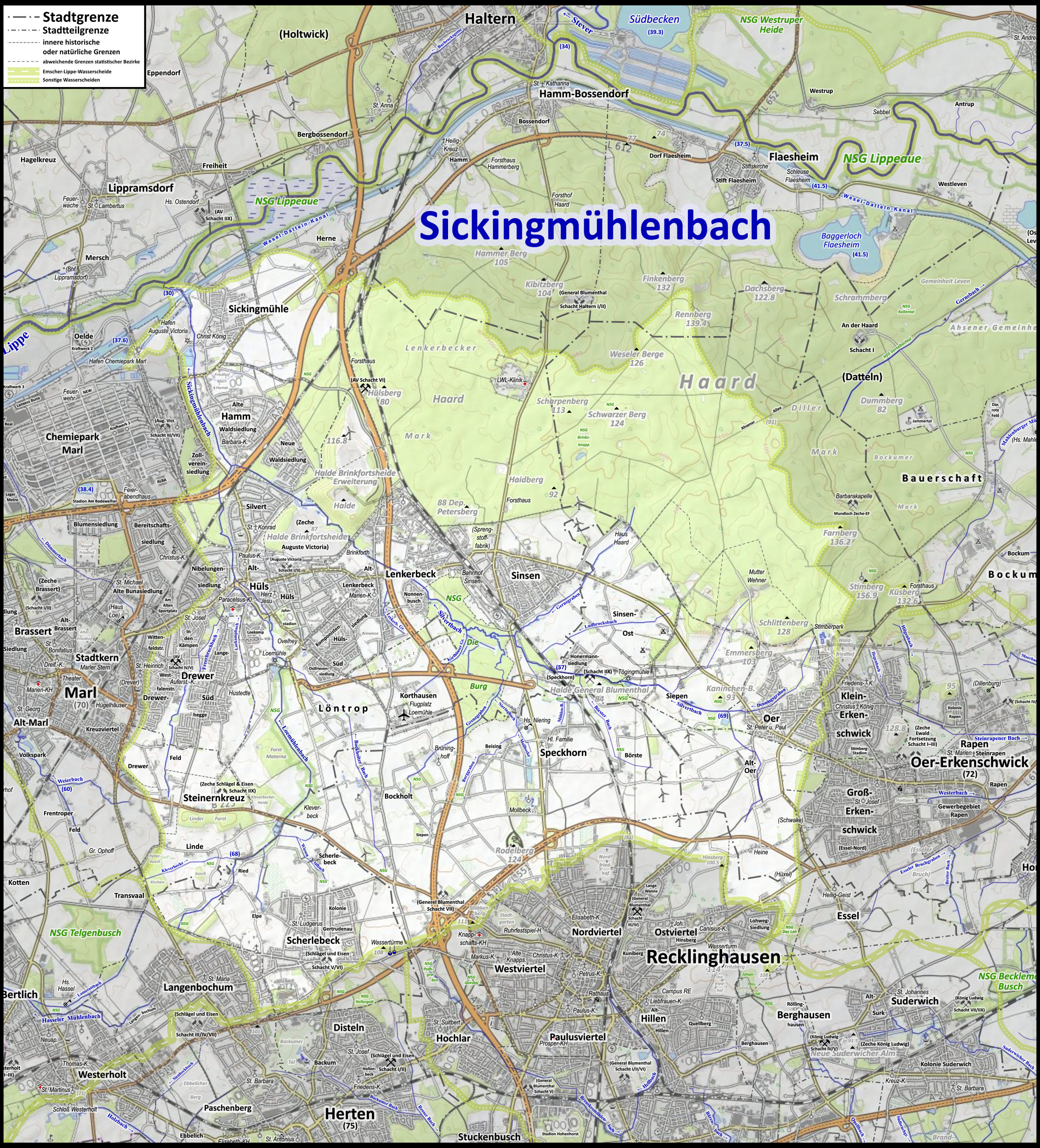
Einzugsgebiet des Sickungmühlenbachs mit dem Silvertbach und seinen Zuflüssen in Osten und Mitte und dem System des Loemühlenbachs im Südwesten

Folgende Zuflüsse speisen den Silvertbach (in Klammern Zuflussseite, DGKZ [falls bekannt], Länge, Zufluss-km):
- Denningsgraben (rechts; 2789212[7]; 1,95 km[8]; ca. 2,46 km² vs. 3,37 km²;[8] auf km 12,0)
- Bach von der Mutter Wehner (rechts; 2789214; 2,006 km; auf km 11,2)
- Börster Bach (links; 2789216; 1,9 km; auf km 9,8)
- Ludbrocksbach (rechts; 789218; 2,253 km; auf km 9,4)
- Mühlenbach aus Speckhorn (links; 2789219?; 1,5 km[8]; auf km 8,7)
- Gernegraben (rechts; 278922; 2,446 km; auf km 8,5; 10,971 km² Einzugsgebiet vs. 16,206 km²)
- Grenzgraben (links; 2789232; 3,49 km; auf km 8,15)
  - Nieringsbach (rechts; 27892322; über Burggraben 1,96 km), Vereinigung aus
    - Burggraben (links; 278923222; 1,33 km)
    - Mollbecke (rechts; 27892322; 0,47 km)
- Korthäuser Graben (links; 2789234; 1,446 km; auf km 7,6)
- Lenkerbecker Graben (links; 2789236; 0,946 km; auf km 5,9)
- Loemühlenbach (rechts; 278924; 8,559 km; auf km 3,9; 20,053 km² Einzugsgebiet vs. 43,502 km²) → ab hier Sickingmühlenbach

## Schutzgebiete
Fast der komplette Lauf des Silvertbachs nebst Auen steht unter Naturschutz (in NSGen). Das 72,38 ha große NSG Silvertbach umfasst den Lauf bis zur Halterner Straße sowie den Börster Bach und den Mühlenbach in Recklinghausen-Speckhorn. In Marl-Sinsen-Lenkerbeck schließt sich das stolze 146,26 ha große (davon etwa 134 in Marl) NSG Die Burg an, in dessen Bewaldung der Nieringbach in den Grenzgraben und dieser in den Silvertbach mündet; außerdem verläuft die mündungsnahe Hälfte des Korthauser Grabens im NSG. Das 12,35 ha große NSG Burggraben grenzt unmittelbar südlich an mit dem Nieringbach und beiden Oberläufen, ebenso das 9,39 ha große NSG Grenzgraben am gleichnamigen Bach. Lediglich der Unterlauf ab dem Lenkerbecker Nonnenbusch (ab km 6,36, also die letzten namentlichen 3,38 km) steht nicht mehr unter Schutz.